# George Balch
George Beall Balch (3 janvier 1821 - 18 avril 1908) était un contre-amiral de l'United States Navy qui a servi pendant la guerre américano-mexicaine et la guerre civile américaine .

## Biographie

### Début de carrière
Balch est né à Shelbyville (Tennessee) , le 3 janvier 1821, et a été nommé "Midshipman" par intérim le 30 décembre 1837. Après avoir servi dans le Sloop-of-war Cyane lors d'une croisière en Méditerranée entre le 24 juin 1838 et le 16 mai 1841, Balch a exercé ses fonctions dans la goélette Grampus et le Sloop-of-war Falmouth avant de fréquenter la Naval School de Philadelphie , où il fut promu aspirant de marine le 29 juin 1843.
Guerre américano-mexicaine 
Finalement affecté au paquebot Princeton , Balch a servi en elle pendant la guerre américano-mexicaine . Il a participé à l'assaut avorté d'août 1846 sur Alvarado , où de forts courants dans la rivière ont empêché les bateaux de la flottille d'atterrir, et au débarquement réussi le 9 mars 1847 de l'armée du général Winfield Scott à Veracruz . Au cours de cette dernière campagne, Balch a servi de maître par intérim de la goélette capturée Falcon .
De retour à Princeton , il a accompagné le bateau à vapeur sur une croisière de deux ans en Méditerranée, naviguant vers l'est le 17 août 1847 et retournant au Boston Navy Yard le 17 juillet 1849. Il a ensuite vu le service à l' Observatoire naval de Washington, DC , où il est promu lieutenant le 16 août 1850.

### Expédition au Japon
Balch servit ensuite comme officier exécutif du Sloop-of-war Plymouth , naviguant vers l'Orient le 23 août 1851 pour une croisière prolongée sur la East India Squadron . Là - bas, le Plymouth a rejoint le Commodore Matthew C. Perry lors de l'expédition au Japon et, en compagnie de steamers côté roue Mississippi et Susquehanna et Sloop-of-war Saratoga , est entrée la baie de Tokyo , le 8 juillet 1853 les négociations commerciales avec le shogunat Tokugawa . L'escadron est parti le 17 juillet après avoir présenté une lettre du président Millard Fillmore aux Japonais demandant l'ouverture de deux ports au commerce américain et un meilleur traitement pour les marins naufragés. L'escadron a passé l'automne à Canton , Hong Kong et Shanghai , aidant à protéger les intérêts commerciaux américains là-bas (principalement le thé et la soie) après la propagation continue de la rébellion de Taiping dans le sud de la Chine.
Alors que la majeure partie de l'escadron de Perry est retournée au Japon en février 1854, où le Commodore a finalement signé un accord commercial limité le 31 mars 1854, Plymouth est resté à Shanghai pour aider à protéger les entrepôts et autres biens américains à terre. En février, peu de temps après le départ de l'escadron au Japon, les troupes impériales chinoises ont commencé à attaquer des étrangers, à saccager des entrepôts et à imposer des péages sur des bateaux naviguant le long de la rivière Huangpu . Le 3 avril, après que deux citoyens britanniques ont été abordés par des soldats armés d'épée, les commandants des navires britanniques Encounter et Grecian , ainsi que le commandant Kelly de Plymouth, ensemble résolus à chasser les troupes chinoises, qui avaient établi des camps fortifiés dans la ville. Le lendemain, Balch a mené 60 marins et marines et 30 marins de navires marchands américains contre le flanc gauche des retranchements, tandis qu'une force de 150 marins et marines britanniques, et d'autres "volontaires de Shanghai", ont attaqué à droite. Soutenue par des tirs de deux pièces de canon de campagne privées et d'un obusier , la force alliée a mis en déroute les défenseurs chinois, qui "ont fui dans un grand désordre, laissant derrière eux un certain nombre de blessés et de morts". Balch a été blessé lors de l'action, qui a également fait un marin tué et deux marins blessés. Le sloop-of-war est retourné à Norfolk le 11 janvier 1855 avant d'effectuer une croisière de printemps au large de la côte est en tant que navire-école de la Naval Academy.
Après une affectation au Washington Navy Yard en 1855-57, Balch repartit en mer à Plymouth pour soutenir une croisière d'entraînement. Il servit plus tard dans le sloop Jamestown , la rejoignant en décembre 1857 pour une croisière dans les Antilles avant de se rendre à Mare Island , en Californie, pour servir dans le sloop de guerre St. Mary's . Après une courte croisière au large de la côte ouest de l'Amérique centrale entre août 1858 et février 1859, Balch revient sur la côte est via le Panama.

### Guerre civile américaine
Lors du déclenchement de la guerre de Sécession en avril 1861, Balch est envoyé à Portsmouth (New Hampshire) , où il aide à mettre la frégate Sabine en service le 30 août. Le voilier gréé sur un navire a rejoint l'escadron de blocus de l'Atlantique le 9 septembre. Sabine a aidé à sauver 500 hommes du gouverneur de transport de troupes affrété lors d'une tempête le 2 novembre 1861. Balch a ensuite pris le commandement du bateau à vapeur Pocahontas , conduisant une flottille de bateaux lors du débarquement de Tybee Island le 26 décembre avant de naviguer au large de la côte de la Caroline, pour garder un œil vigilant pour les raiders confédérés et les coureurs de blocus. Il est promu commandant le 16 juillet 1862.
Après avoir reçu le commandement du vis-sloop Pawnee à Philadelphie plus tard cette année-là, Balch a coordonné le remorquage de Patapsco revêtu de fer vers le sud jusqu'à Port Royal (Caroline du Sud), en février avant de rejoindre l'escadron de l'Atlantique Sud. Là-bas, le vis-sloop a effectué une reconnaissance côtière au large des États du sud, engageant des batteries côtières au besoin et surveillant les coureurs du blocus. Le 1er février et le 18 juin 1864, le Pawnee participe à la capture des paquebots confédérés, respectivement le général Sumter et Hattie Brock , saisissant leurs précieuses cargaisons de coton, de térébenthine, de colophane et de fer de chemin de fer. Le navire de guerre a également participé à la rivière Stonoau début de juillet et à Broad River en novembre 1864. L'année suivante, le 9 février 1865, Balch dirigea le Pawnee vers le haut du ruisseau Togoda où, en compagnie de la canonnière à roue latérale Sonoma et du bateau à vapeur à roue latérale Jonquille , les navires de guerre détruisirent trois confédérés. batteries près de Edisto Island. Les navires ont ensuite débarqué des marins et des marines pour occuper Georgetown (Caroline du Sud) le 23 février 1865, ouvrant la voie aux navires de l'Union pour fournir l' armée du major-général Sherman opérant durant la Campagne des Carolines. Balch a été recommandé au département de la Marine par le contre-amiral John A. Dahlgren pour ses services durant cette opération.

### Fin de carrière
Après le déclassement de Pawnee à Portsmouth le 26 juillet 1865, Balch reçut un service à terre au Washington Navy Yard, où il fut promu capitaine le 25 juillet 1866. Il commanda le navire amiral Albany dans la North Atlantic Squadron entre 1868 et début 1870. Balch revint ensuite au Washington Navy Yard pour le service avec le Bureau of Navigation, où il a été promu commodore le 13 août 1872.
Il a été gouverneur de l' asile naval de Philadelphie entre 1873 et 1876 avant sa nomination au Light House Board en 1877-1878. Après un mandat en tant que membre du Bureau des examinateurs en 1878, période pendant laquelle Balch a été promu contre -amiral le 5 juin 1878, Balch a entrepris une mission de deux ans en tant que surintendant de l'Académie navale entre 1879 et 1881. Balch a ensuite pris le commandement du Pacific Squadron  le 21 juin 1881. Cette affectation a duré jusqu'à ce qu'il se retire du service en janvier 1883, s'installant initialement à Baltimore, (Maryland), avant de finalement déménager à Raleigh, (Caroline du Nord) , où il mourut le 16 avril 1908.
Il était membre de la Loyal Legion and Military Order of Foreign Wars .